# Plunomia obtusa
Plunomia obtusa is een vliegensoort uit de familie van de Chamaemyiidae. De wetenschappelijke naam van de soort is voor het eerst geldig gepubliceerd in 1940 door Malloch.